# 天主教乌贝兰迪亚教区

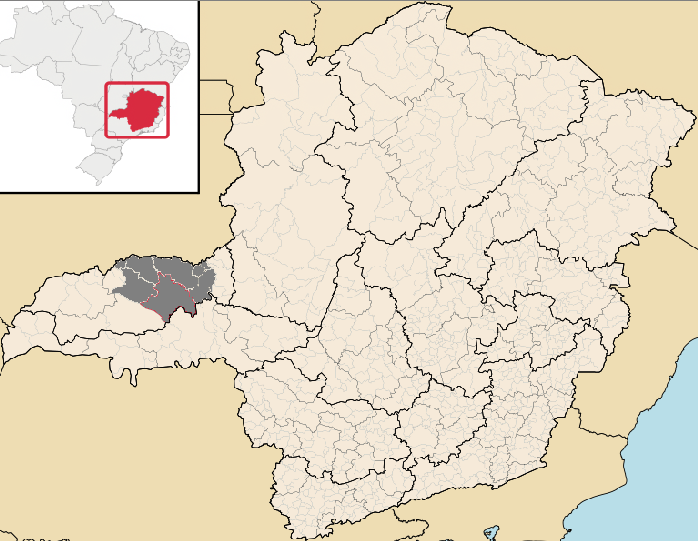
天主教乌贝兰迪亚教区

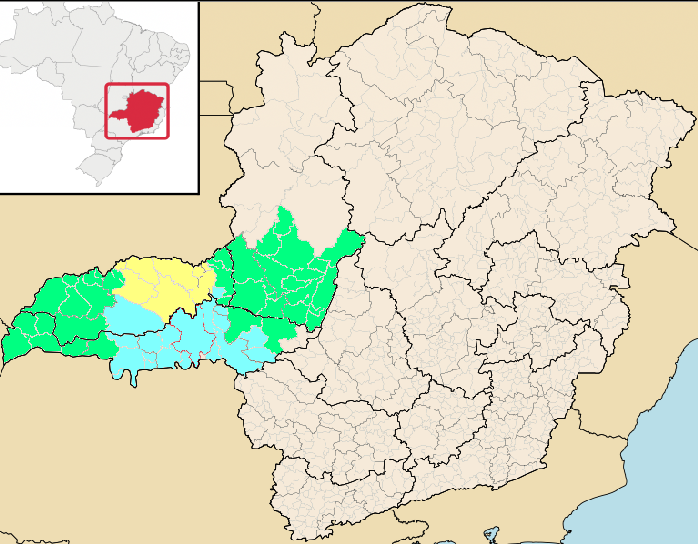
Ecclesiastical Province of Uberaba.

Regional CNBB Leste 2.

天主教烏貝蘭迪亞教區（拉丁語：Dioecesis Fertiliensis），是巴西一個天主教教區，位於米納斯吉拉斯州西部。屬烏貝拉巴總教區。
教區成立於1961年3月14日。2010年有教友644,000人，佔總人口73.9%。有四十三個堂區、司鐸七十人。現任教區主教為保祿·方濟·馬沙多。